# Philodromus latrophagus
Philodromus latrophagus là một loài nhện trong họ Philodromidae.
Loài này thuộc chi Philodromus. Philodromus latrophagus được Gershom Levy miêu tả năm 1999.